# Alfonso Artioli
Alfonso Artioli (Modena, 17 marzo 1913 – Roma, 9 gennaio 1986) è stato un illustratore, pittore e umorista italiano,.

## Biografia

### Vocazione artistica
Figlio del pittore modenese Alberto Artioli, ne rimane orfano a soli quattro anni ma ne eredita la vocazione artistica. Si diploma all’Istituto d’Arte Adolfo Venturi di Modena ed espone per la prima volta le sue opere ai “prelittoriali” modenesi del 1935.
Nel 1937 vince la borsa di studio quadriennale “Luigi Poletti” e si trasferisce a Roma dove può frequentare l’Accademia nazionale di San Luca. Le opere inedite di questo periodo saranno esposte dal 3 ottobre al 7 novembre 2010 al Palazzo dei musei di Modena, nell'ambito della mostra Dipinti nascosti
Collabora, in seguito, come scenografo con l’Istituto Luce e, nel 1944, espone per la prima volta a Venezia. Espone al Palazzo delle Esposizioni di Roma, nel novembre 1953, per Strade d'Italia - Mostra del II premio di pittura "Esso" e, tra il 1961 e il 1962, per il Premio nazionale di paesaggio "Autostrada del Sole".

### L'illustrazione giornalistica e umoristica
Nel dopoguerra, per necessità economiche, Artioli si converte all’illustrazione umoristica e satirica e inizia a collaborare, per 300 lire a vignetta, con la rivista “Il Cantachiaro”.  Passa poi ai più importanti Marc'Aurelio e Travaso.
Inizia la sua venticinquennale collaborazione con Il Messaggero nel 1956. Illustra gli avvenimenti di costume con ironia e sarcasmo. Fra i personaggi che animano le sue vignette c'è sempre un simpatico gatto, da spettatore ammiccante. Illustra anche il primo volume che raccoglie "Avventure in città", una popolare rubrica umoristica con dialoghi in romanesco che Giancarlo Del Re scrive quotidianamente sul “Messaggero” (1964).
Il successo riscosso gli consente di collaborare anche con i rotocalchi Epoca, Settimana INCOM, Radiocorriere TV, Oggi, Arianna, Scienza e Vita, Settestrade ed altri.

### Illustrazione libraria
Il catalogo OPAC-SBN del Servizio bibliotecario nazionale riporta cinquantacinque titoli di libri illustrati da Alfonso Artioli.
I volumi che vantano il maggior numero di illustrazioni sono le pubblicazioni educative per l'infanzia, di Paolo Massimi, Se... (1979) e Benché... (1980), rispettivamente, con cento e cinquanta disegni; le due opere di Italo de Tuddo I diavoli del Pantheon e altre curiosità romane (1980) e Maldiroma (1981), rispettivamente, con 70 e 65 disegni, oltre a un alfabeto di fantasia da lui appositamente inventato; Avventure in città di Giancarlo Del Re (sopracoperta, 8 tavole fuori testo e 55 disegni); il Glossario di giornalismo e tipografia, di Carlo Bascetta (1964), con venti tavole.
La Graphis lo ha inserito nella “Who's Who in Graphic Art” tra i quattrocento più importanti grafici del mondo, selezionati tra quindicimila artisti.

### Libri illustrati da Alfonso Artioli
- Mondini, Alberto, Storia del volo, Roma, Edindustria, 1959
- Alberti, Aldo, Storie meravigliose degli animali in paradiso, Roma, Tumminelli, 1961
- Cecchetto, Adriano, Il medico vi aiuta, Roma, Edizioni Ufficio Studi dell'ACI, 1963
- Del Re, Giancarlo, Avventure in città, Roma, Il Messaggero, 1964
- Bascetta, Carlo, Glossario di giornalismo e tipografia, Roma, Armando, 1964
- Medici, Mario, Glossario di linguaggio sportivo, Roma, Armando, 1965
- Medici, Mario, Nuovi mestieri e nuove professioni, Roma, Armando, 1967
- De Tuddo, Italo, Roma ... quarto giorno. Viaggio nella Roma sconosciuta per i romani distratti e i turisti frettolosi, Roma, Libreria Frattina, 1967
- Possenti, Francesco, Tavolozza romana, Roma, Liber, 1969
- Cecchetto, Adriano, Nozioni di primo soccorso ai traumatizzati della strada, Tivoli, Chicca, 1969
- Coromaldi, Luciano, L'omo in mutanne, Roma, I.E.P.I., 1977
- Ragno, Luciano, Bruno Amatucci, Francesco Carassa, Italy in space before and after Sirio, Roma, F.lli Palombi, 1978
- Morselli, Marcello, La storia dal magoun, Bologna, Renografica, 1979
- Massimi, Paolo, Se..., Roma, Armando, 1979
- Massimi, Paolo, E..., Roma, Armando, 1979
- Massimi, Paolo, Benché..., Roma, Armando, 1980
- Grossi, Luigi, Giocare con le parole. Giocare con le fiabe, Roma, Armando, 1980
- De Tuddo, Italo, I diavoli del Pantheon e altre curiosità romane, Roma, Quasar, 1980
- De Tuddo, Italo, Maldiroma, Roma, NER, stampa 1981